# 张永珍

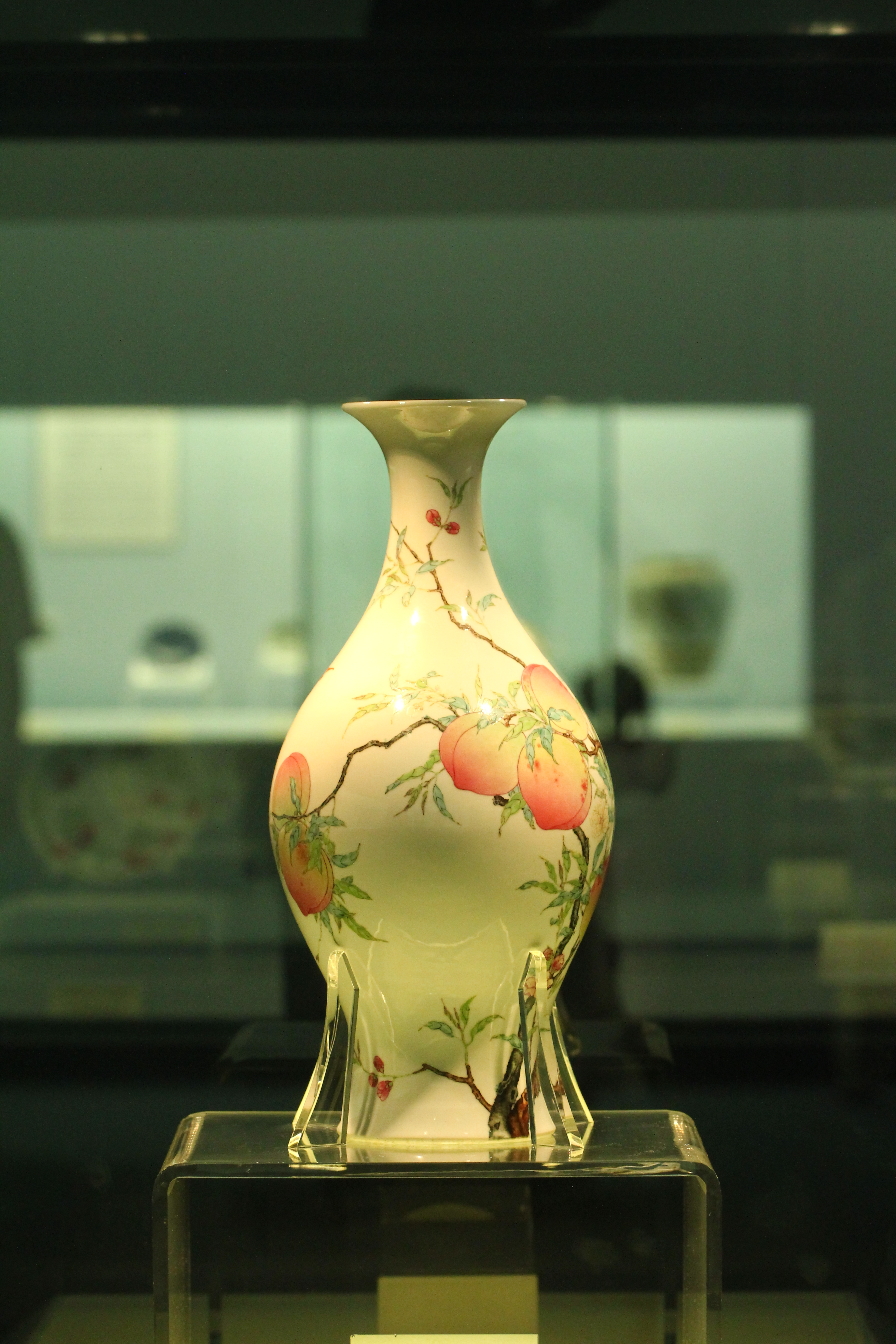
张永珍于2004年捐赠给上海博物馆的清雍正景德镇窑粉彩蝠桃纹瓶

张永珍（英語：Alice Cheng Chang Yung-tsung，1932年1934年或1935年—），女，原籍江苏苏州（一作武进），生于上海，中国企业家，曾任第七、八、九、十届全国政协委员。

## 家族成員
张永珍是香港收藏家张宗宪（张永元）胞妹。丈夫郑正训为考古学家郑德坤之子。她有三名子女：馬忠禮、鄭建山、鄭禕。